# The Binding of Isaac: Rebirth
The Binding of Isaac: Rebirth es un videojuego de acción roguelike de mazmorras y una adaptación de The Binding of Isaac desarrollado por Nicalis y diseñado por Edmund McMillen. El juego fue lanzado el 4 de noviembre de 2014, y está disponible en Microsoft Windows, OS X, GNU / Linux, PlayStation 4, PlayStation Vita, Wii U, New Nintendo 3DS, Xbox One y Nintendo Switch
Esta adaptación se lanzó con gran éxito de la crítica. Los críticos alabaron su jugabilidad y sus mejoras con respecto al Binding of Isaac original, pero criticaron sus imágenes gráficas. Afterbirth, Afterbirth+ y Repentance también tuvieron una acogida generalmente favorable, con críticas a su dificultad pero alabando su contenido añadido. Las herramientas para mods de Afterbirth+ fueron criticadas por los usuarios. En julio de 2015, Rebirth y The Binding of Isaac habían vendido más de cinco millones de copias juntas. El juego está ampliamente considerado como uno de los mejores juegos roguelike de todos los tiempos.

## Desarrollo y lanzamiento
The Binding of Isaac: Rebirth  es una adaptación del original The Binding of Isaac. Fue producido y desarrollado por Nicalis, y diseñado por Edmund McMillen.
El juego cuenta con las modalidades de un jugador, así como de dos jugadores en modo cooperativo local, pero no en línea co-op para evitar retrasos. La banda sonora está compuesta por Matthias Bossi y Jon Evans. Los gráficos se han cambiado a un estilo de 16 bits. Disgustado por el estilo de arte del juego original, McMillen realizó una encuesta para evaluar el interés por los fanes de qué estilo preferían, con el resultado de que a la mayoría no les importase qué diseño quedara mejor.

## Historia
El juego trata sobre Isaac, un niño que vive con su madre, la cual escucha una voz desde el ático que habla acerca de que debe purificar a su hijo del pecado; su madre le quita sus dibujos, sus juguetes y su ropa. Tiempo después la voz le ordena alejar a Isaac de todo lo malo del mundo, entonces la madre encierra a Isaac en su cuarto. Finalmente, y como última petición, la voz le ordena el sacrificio de su hijo Isaac. Ella decide matarlo a modo de sacrificio, pero cuando logra entrar a la habitación, Isaac encuentra una trampilla debajo de su alfombra que lleva al sótano, y decide tirarse. Al caer se encuentra con temibles monstruos que lo atacarán y que él, con la ayuda de sus lágrimas de tristeza, deberá derrotar para evitar su muerte.

## Personajes
The Binding of Isaac: Rebirth además de incluir a los siete personajes originales del juego de Flash (contando sus DLCS) incluyó en un principio a cuatro nuevos personajes dentro de la nueva version, posteriormente a medida que fueron sacando expansiones y DLCs para el juego base se fueron incluyendo todavía más personajes, teniendo hasta su actualidad un total de 34 personajes jugables, de entre los cuales 17 son versiones alternas de los convencionales agregados en la expansión de Repentance. 
Cada personaje (a excepción de Isaac) se desbloquean de distintas formas, ya sea realizando objetivos, completando metas o siguiendo una serie de complicados pasos, de igual forma cada uno se distinguirá por sus habilidades que podrán variar la manera de jugar haciendo al juego más complicado, más fácil o en el peor de los casos solo tendrás un objeto que traen por defecto. 
Los personajes presentes en el juego son la representación de una faceta de las personalidades de Isaac simbolizando los pensamientos de culpa hacia él, sus pecados y temores, de igual forma algunos son referencias a personajes bíblicos y demoniacos que tienen relación con los pensamientos a representar, otros son sencillamente la imagen de Isaac muerto.
A continución la lista de personajes dentro del juego a partir de Rebirth
- Azazel: Isaac se ve a sí mismo como un demonio, un ángel caído en toda su expresión. Tiene la habilidad de volar y lanzar un rayo similar a la del objeto Brimstone del juego pero con un menor alcance.
- Lazarus: Isaac visto a sí mismo como alguien que tiene la posibilidad de ser aún salvado por Dios. Posee una vida extra pero además si pierde esa vida en el actual piso la recuperará al pasar al siguiente piso.
- Eden: Representa al Jardín del Edén de la Biblia. Isaac se ve a sí mismo como en una especie de limbo. Es por esto que según el creador del juego, eden no es ni masculino ni femenino.[14] Eden tiene la particularidad de que cada que empieces una partida con éste comenzará con un objeto pasivo y activo aleatorio del juego, al igual que sus estadísticas, vida, baratija, consumible e incluso su apariencia.
- The Lost: Es un personaje especial que representa un miedo de Isaac: su espíritu vagando en la tierra sin objetivo ni cometido. Tiene la habilidad de volar y lágrimas "espectrales" pero no posee vida, por lo que cualquier cosa que le haga daño lo matará al instante, al menos que desbloquees su objeto pasivo, el Holy Mantle.
- Lilith: [Añadida en la expansión "Afterbirth"]. Representa a Isaac como la primera mujer pecadora y la madre de todos sus demonios. Este personaje no podrá disparar lágrimas por su cuenta, por lo que dependerá de su familiar Incubus para atacar. También posee la Caja de amigos que duplicará al Incubus junto a los familiares que haya tomado durante la partida.
- The Keeper: [Añadido en la expansión "Afterbirth"]. Representa al cadáver disecado de Isaac como el pecado capital de la avaricia. Puedes disparar tres lágrimas simultáneas pero su vida sanará solo con monedas en lugar de corazones. Comienzas con la Wooden Nickel si la tienes desbloqueada.
- Apollyon: [Añadido en la expansión "Afterbirth+"]. Isaac referenciado como una plaga del Apocalipsis. Indiferente al caos creado por el mismo. Comienzas solo con el objeto Void.
- The Forgotten: [Añadido en la expansión "Afterbirth+"]. Es Isaac con su cuerpo en estado total de descomposición, quedando de él sólo sus huesos y su alma, aún aferrada a la tierra. Con The Forgotten podrás atacar cuerpo a cuerpo a los enemigos con un hueso y lanzarlo a larga distancia si recargas el ataque, por otro lado podrás sacar a The Soul del cadáver de Forgotten para atacar con normalidad con tus lágrimas pero con la desventaja de que no podrás alejarte mucho del cadáver.
- Bethany: [Añadida en la expansión "Repentance"]. Representa la fe de Isaac y su posible salvación. Bethany no podrá tomar corazones especiales, por su parte los utilizará como recargas para con su activa Book of Virtues para invocar unas llamas que dispararán lágrimas contigo, además podrá usar esta habilidad con las demás activas del juego haciendo sinergias con el libro.
- Jacob y Esau: [Añadidos en la expansión "Repentance"]. En la Biblia, Jacob y Esau son los hijos de Isaac. Se trata de un personaje doble, lo que significa que tendrás que manejar a dos personajes independientes de sí a la vez, si uno de ellos muere automáticamente el otro hermano morirá también.

## Acogida
La encuesta realizada por McMillen sobre el estilo de gráficos en 16 bits tuvo estos resultados: el 37.5% de los votantes les gustó, al 53.1% estaban bien con ello o no les importaba, y el 9.5% lo odiaba.
Las reviews en Steam son "extremadamente positivas" con más de un 97% de votos positivos de las más de 52.000 reviews.

## Polémica
El videojuego generó cierto disgusto con la religión católica debido a que incluyó contenido considerado ofensivo, aparte de tener muchas referencias religiosas dentro el mismo como personajes bíblicos dentro del videojuego, objetos bíblicos, referencias al satanismo como constantes apariciones de pentagramas en el videojuego y batallas contra demonios, ángeles, los pecados capitales, y los jinetes del apocalipsis.

## Expansiones

### Afterbirth
En febrero de 2015 Edmund McMillen anuncia la expansión, Afterbirth para The Binding of Isaac Rebirth, Afterbirth añade nuevos ítems, enemigos, pisos alternativos y más secretos. También añade un nuevo modo de juego llamado ''Greed Mode''. La expansión fue lanzada el 30 de octubre de 2015 para Computadoras Linux, Windows y OS X y luego sería lanzado para Xbox One y Playstation 4 el 16 de mayo de 2016.

### Afterbirth +
El 3 de enero de 2017 se lanza la expansión "Afterbirth +", que añade nuevos objetos, jefes, transformaciones, el Bestiario, 2 nuevos personajes y un modo de juego Greedier Mode, una versión más difícil de Greed Mode. También se añade soporte para mods de Steam Workshop.

### Repentance
Es la última y más grande expansión hasta el momento donde se incluyen todos los elementos relacionados con el Mod "Antibirth", hecho por fanes. Este DLC ofrece un camino alternativo con un nuevo final, además incluye nuevos enemigos, jefes y objetos que no estaban en Antibirth, y una mejora considerable en el modo cooperativo, pudiendo jugar en línea hasta 4 personajes a la vez a través del "Remote Play Together" de Steam. Gran parte de la gráfica del juego fue renovada, haciendo que parezca un juego completamente nuevo y trayendo de regreso algunas características de la versión original de Flash. La banda sonora original del mod fue reemplazado por la de Ridiculon. El DLC se estrenó el 31 de marzo de 2021, además según Edmund, esta sería la tercera y la última expansión del juego, pero no descarta la posibilidad de lanzar pequeñas actualizaciones.